# Island6
island6 est un espace artistique ayant pour mission de promouvoir l'art contemporain par le biais du collectif artistique Liu Dao en explorant des domaines tels que l'esthétique, la politique ou encore la philosophie.
Fondé en 2006 par l'artiste français Thomas Charvériat, island6 Arts Center (Chinois:六岛艺术中心) est un espace artistique situé à Shanghai, Chine.
D'avril 2006 à décembre 2010, island6 a exposé 198 artistes provenant de 21 pays, accueilli 110 artistes en résidence, organisé 56 expositions et aidé à la création de plus de 1900 projets artistiques. Depuis 2010, island6 représente uniquement le collectif artistique Liu Dao.
Depuis sa création en 2007, Liu Dao se définit comme collectif composé d'artistes pluridisciplinaires alliant photographie, performance, vidéo et musique dans un but de création d'art principalement numérique.

## Historique

### island6 & The Fou Foong Flour Mill
Dans un premier temps, island6 s'est installée au 120 Moganshan Road (situé au 31° 14′ 52″ N, 121° 26′ 58″ E), dans le Fou Foong Flour Mill, une usine de brique rouge construite en 1897 par la fondation d'architecture britannique Dallas & Atkinson.
Fondé par M. Sun Duoxin et son frère M. Sun Duosen (de la province Anhui), le Fou Foong Flour Mill est le seul plus grand et plus élaboré moulin d'Asie de la fin du XIXe siècle. En effet, celui-ci a été le premier à importer des machines américaines et à créer un hôpital ainsi que deux écoles pour ses 2000 employés.[2][3]
Son succès a inspiré de nombreux entrepreneurs, comme le montre la création de 16 usines similaires qui ont constitué la base de l'industrie moderne chinoise.[4]. Ces usines ont notamment été utilisées par Rong Yiren, vice-président de la république populaire de Chine de 1993 à 1998. En 2002, le Fou Foong Flour Mill a été vendu à un entrepreneur particulier. Plusieurs silos ont ainsi été démolis et l'entrepôt dans lequel Island6 résidait était constamment menacé de démolition imminente.
La destruction des vestiges de Suzhou Creek a alors été combattue par de nombreux architectes et universitaires. Grâce à ce soutien, le Fou Foong Flour Mill est devenu un monument classé historique.
En 2006, l'entrepôt a été loué par Thomas Charvériat, Margherita Salmaso, Zheng Guoyang et Kang Jingfang, fondateurs de Island6.
Le 1er avril 2006, à la suite de l'enregistrement d'Island6 effectué à Hong Kong, la première exposition (organisée par Allard van Hoorn et Margherita Salmaso) “Invisible Layers, Electric Cities” [1] a pu ouvrir ses portes. 
La direction de l'espace artistique a été assurée de juin 2006 à juin 2008 par Thomas Charvériat. En juin 2008, Island6 a décidé de se délocaliser au 50 Moganshan Lu.
La galerie a également ouvert un second espace à Sheung Wan, Hong Kong (1, New Street) depuis juin 2012.

### island6 et m50

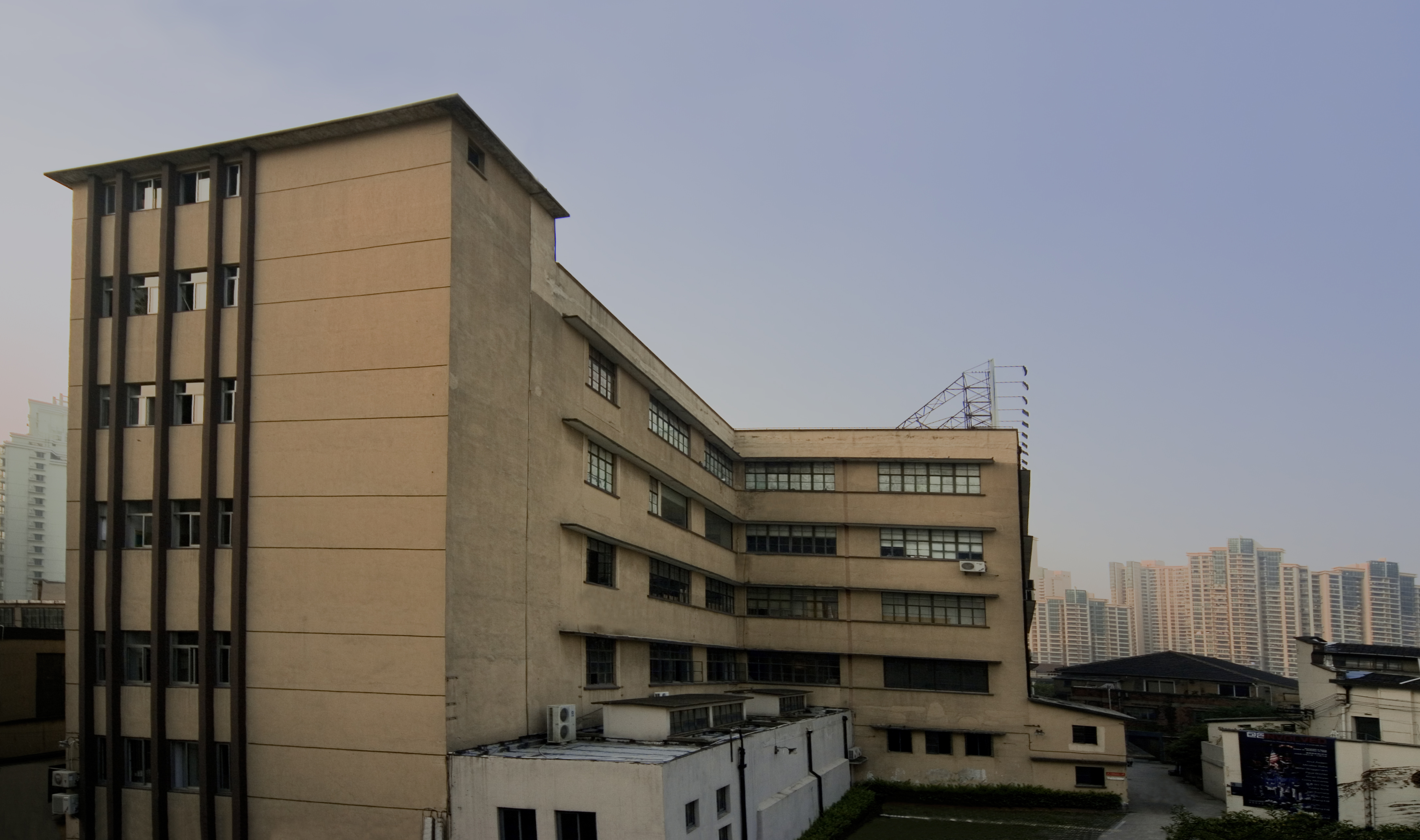
island6 in the heart of the m50 Art district

Installé en 2008 au 50 Moganshan Lu (situé à 31° 14′ 52″ N, 121° 26′ 58″ E), le nouvel espace island6 a été fondé par la galerie ifa (en) grâce à la promotion d'artistes prometteurs tant chinois qu'internationaux.
Le district m50 est situé dans le cœur de l'usine Chuming Roving de Shanghai. Situé sur la rive sud du fleuve Suzhou, le district m50 était initialement nommé le moulin Xinhe Spinning et appartenait à la famille Zhou. Ce complexe alimentait les marchands de la province Anhui en coton et tissus. En 1994, l'entreprise a été renommée le moulin Chunming Woolen de Shanghai. 
De la collaboration entre island6 et la galerie ifa a résulté une série d'expositions conjointes. Le nouvel espace a été conçu par l'architecte français Philippe Diani et aménagé par Aymeric Lefort. En août 2008, l'espace a été rénové par les architectes taïwanais Zheng Guoyang et Kang Jingfang. Depuis janvier 2009, Thomas Charvériat a pris la direction d'Island6.

## Curateurs associés
| Artiste          | Nationalité | Expositions |
| ---------------- | ----------- | --- |
| Rajath Suri      | Canada Inde | "Fakirs", "Placebo”, "LED City"', "30 Degrees", "Synesthesia", "Pi", "The Artist Died Yesterday", "Automata", “Urban Lust”, “Clouds of Crowds", "Zero Gravity", "PlugIt", "Made in Shanghai", "Made in China" |
| Brian Wallace    | Australie   | "Raining Stars", Garden of Autumn Vapours”, "HK Artfair 2010", "The Light Fantastic", "LED City", "HK ArtFair 2011"                                                                                           |
| George Michell   | Australie   | "Psychic Apparatus", "30 Degrees", "LED City" |
| Tally Beck       | États-Unis  | "Plugged In", "Electric Shanghai" |
| Jonathan Thomson | États-Unis  | "Raining Stars", "The Light Fantastic" |

## Expositions
| Année | Titre                                                                                 | Site                                              | Lieu               |
| ----- | ------------------------------------------------------------------------------------- | ------------------------------------------------- | ------------------ |
| 2013  | "Melted Paraffin Wax"                                                                 | island6 Bund                                      | Shanghai, Chine    |
| 2013  | "Babas and Yayas"                                                                     | island6 Marina                                    | Phuket, Thailande  |
| 2013  | "island6 Bund Grand Opening"                                                          | island6 Bund                                      | Shanghai, Chine    |
| 2013  | "Through The Wormhole"                                                                | island6 Shanghai                                  | Shanghai, Chine    |
| 2013  | "SLICK 2013"                                                                          | Port des Champs-Elysées                           | Paris, France      |
| 2013  | "CI 2013"                                                                             | Istanbul Convention & Exhibition Centre           | Istanbul, Turquie  |
| 2013  | "Overload: A Tale Of Officide"                                                        | island6 Hong Kong                                 | Hong Kong          |
| 2013  | "Swab Barcelona 2013"                                                                 | Fira de Barcelona                                 | Barcelone, Espagne |
| 2013  | "Preview Berlin 2013"                                                                 | Carriageworks                                     | Berlin, Allemagne  |
| 2013  | "Sydney Contemporary 2013"                                                            | Carriageworks                                     | Sydney, Australie  |
| 2013  | "The Art Of Wu Wei"                                                                   | island6 Shanghai                                  | Shanghai, Chine    |
| 2013  | "Medina 50"                                                                           | island6 ShGarden                                  | Shanghai, Chine    |
| 2013  | "Temporal Visions"                                                                    | island6 Shanghai                                  | Shanghai, Chine    |
| 2013  | « "Citizen Art Shanghai" »(Archive.org • Wikiwix • Archive.is • Google • Que faire ?) | Rennaissance Yu Garden Hotel                      | Shanghai, Chine    |
| 2013  | "The Art Of Wu Wei"                                                                   | island6 Shanghai                                  | Shanghai, Chine    |
| 2013  | "Body City Mechanism"                                                                 | island6 Shanghai                                  | Shanghai, Chine    |
| 2013  | "Urban Operandi"                                                                      | island6 Hong Kong                                 | Hong Kong          |
| 2013  | "Need. Want. Hunt"                                                                    | island6 Shanghai                                  | Shanghai, Chine    |
| 2012  | "The Cat That Eats Diodes"                                                            | island6 Hong Kong                                 | Hong Kong          |
| 2012  | "The Cat That Eats Diodes"                                                            | island6 Shanghai (m50)                            | Shanghai, Chine    |
| 2012  | "The Secret Collection of Yüan Meng Ch'ien"                                           | island6 Shanghai (m50)                            | Shanghai, Chine    |
| 2012  | "island of Oddities"                                                                  | island6 Shanghai (m50)                            | Shanghai, Chine    |
| 2012  | "Dripping with Aurum"                                                                 | island6 Hong Kong                                 | Hong Kong          |
| 2012  | "Them That Glide Past Our Windows"                                                    | island6 Shanghai (m50)                            | Shanghai, Chine    |
| 2012  | "Across the Waibaidu"                                                                 | island6 Shanghai (m50)                            | Shanghai, Chine    |
| 2011  | "Goddamned Shanghai"                                                                  | island6 Shanghai                                  | Shanghai, Chine    |
| 2011  | "Far Beyond The Firewall"                                                             | island6 Shanghai                                  | Shanghai, Chine    |
| 2011  | "20 Years - Two Generations of Artists at Red Gate"                                   | island6 Shanghai. Commissaire: Brian Wallace      | Shanghai, Chine    |
| 2011  | "Everyday Frenzies"                                                                   | island6 Shanghai                                  | Shanghai, Chine    |
| 2010  | "Absolute 0:00"                                                                       | island6 Shanghai                                  | Shanghai, Chine    |
| 2010  | "Libido Mortido"                                                                      | island6 Shanghai                                  | Shanghai, Chine    |
| 2010  | "Fakirs"                                                                              | island6 Shanghai                                  | Shanghai, Chine    |
| 2009  | "Placebo"                                                                             | island6 Shanghai                                  | Shanghai, Chine    |
| 2009  | "30 Degrees"                                                                          | island6 Shanghai, commissaire : George Michell    | Shanghai, Chine    |
| 2009  | "Synesthesia"                                                                         | island6 Shanghai, commissaire : Thomas Charvériat | Shanghai, Chine    |
| 2009  | "Pi"                                                                                  | island6 Shanghai                                  | Shanghai, Chine    |
| 2009  | "The Artist Died Yesterday"                                                           | island6 Shanghai                                  | Shanghai, Chine    |
| 2008  | "Automata"                                                                            | island6 Shanghai                                  | Shanghai, Chine    |
| 2008  | "Urban Lust"                                                                          | island6 Shanghai                                  | Shanghai, Chine    |
| 2008  | "Clouds of Crowds"                                                                    | island6 Shanghai                                  | Shanghai, Chine    |
| 2008  | "Made in China"                                                                       | island6 Shanghai                                  | Shanghai, Chine    |
| 2007  | "Eurasia One"                                                                         | island6 Shanghai                                  | Shanghai, Chine    |
| 2007  | "Nuit Blanche" (first Asian edition)                                                  | Shanghai Exhibition Center                        | Shanghai, Chine    |